# Пожежогасіння

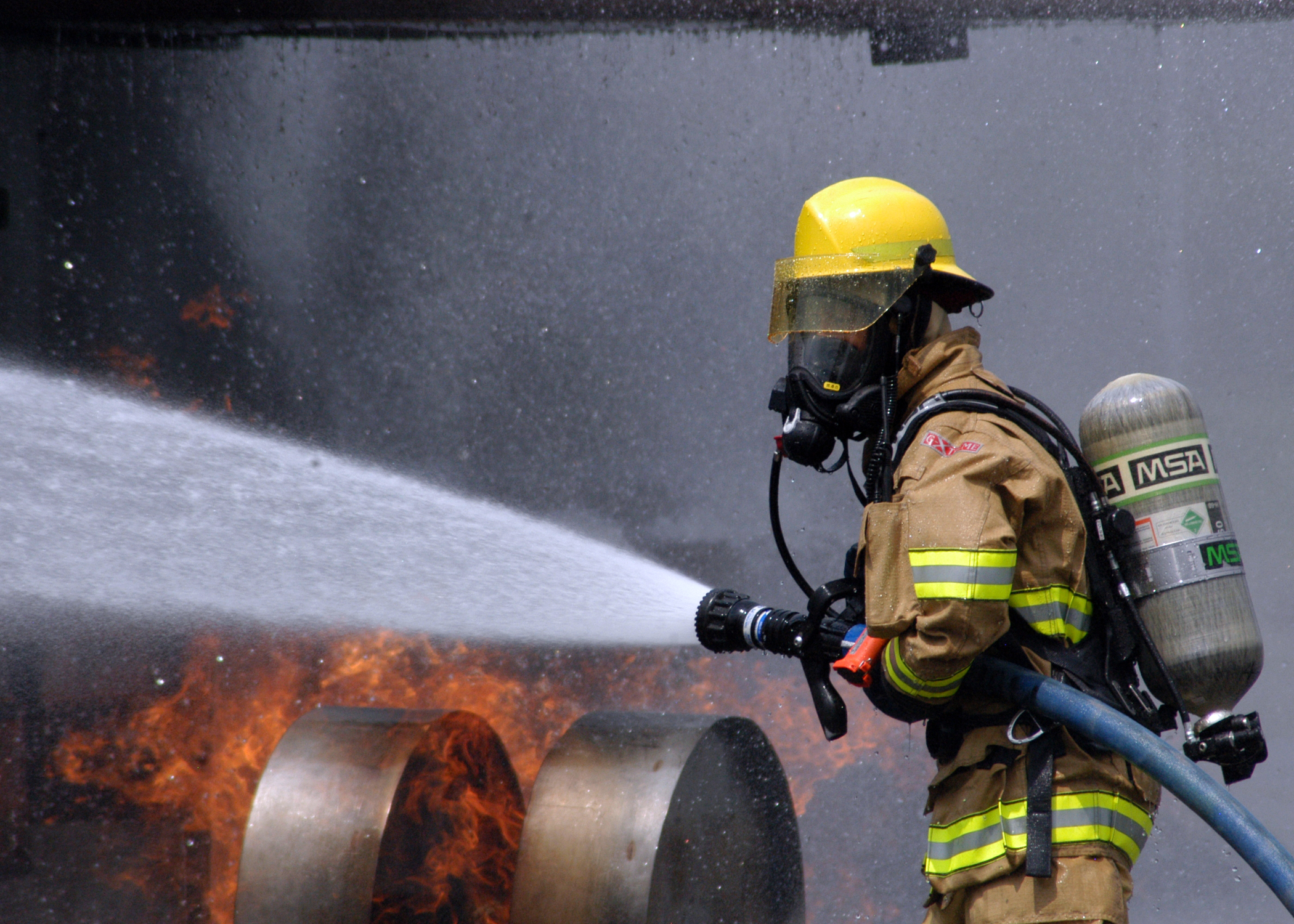
Пожежник

Пожежогасіння — це захід, спрямований на запобігання поширенню та власне, гасіння значних небажаних пожеж у будівлях, транспортних засобах, лісах тощо. Пожежний пригнічує та гасить вогонь, щоби захистити життя і запобігти знищенню майна та довкілля. Пожежні можуть надавати також, інші послуги своїм громадам.
Пожежні, як правило, проходять високий рівень технічної підготовки як щодо загальних методів боротьби з пожежею, так і стосовно розробки спеціальних знань про окремі пожежні операції, такі як пожежогасіння за допомогою авіації чи пожежна охорона диких видів рослин. У США, наприклад, національний рівень сертифікації, називається Firefighter I / II.
Однією з основних небезпек, пов'язаних з протипожежними заходами, є отруйне середовище, створене горючими матеріалами. Чотири головні ризики — це дим, нестача кисню, підвищена температура та отруйлива атмосфера. Додатковими небезпеками, є ймовірність падіння та структурний безлад, що може загострювати проблеми, спричинені токсичним середовищем. Для боротьби з деякими з цих ризиків, пожежні мають автономне дихальне обладнання.
Першим кроком у справі пожежогасіння, є розвідка для пошуку місця походження пожежі та виявлення можливих ризиків.
Пожежі можна погасити водою, видаленням палива або окисника чи хімічним гальмуванням полум'я.

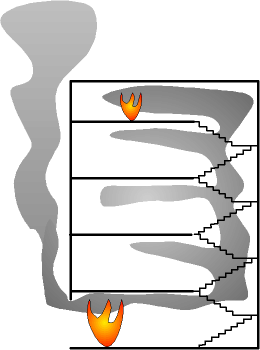
Поширення вогню димом

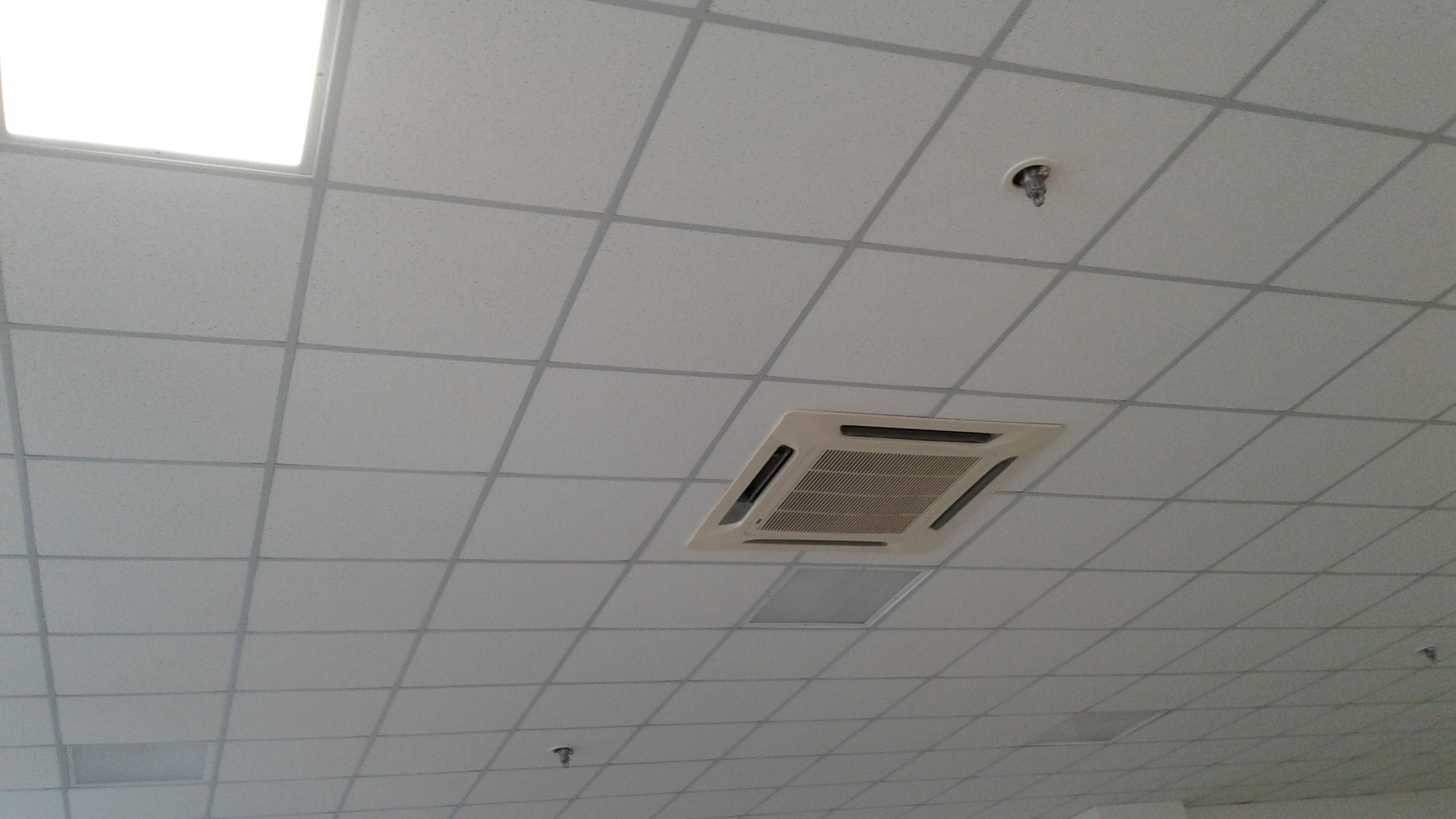
Система модульного порошкового пожежогасіння. Балони з вогнегасною речовиною знаходяться вгорі за стелею армстронг. У разі збільшення температури біля стелі до +68°С (червона колба спринклера), спрацьовує клапан пожежогасіння.

## Історія
Найперші відомі пожежні, з'явилися у Римі. У 60 роках нашої ери після згубної пожежі, імператор Нерон створив «Корпус турботи» (Vigiles) для захисту Риму. Він складався з 7 000 осіб, оснащених відрами та сокирами — вони боролися з пожежами та служили як поліція.

### Історична тактика та інструменти
У IV столітті, олександрійський грек на ім'я Ктесібій зробив подвійний ударний насос, названий сифоном. Коли вода піднімалася до камери, вона стискала повітря всередині, що змушувало воду викидатися стійким потоком крізь трубу і сопло.

У 16 столітті, як засоби пожежогасіння, також використовувалися шприци, до того-ж, великі були на колесах. Іншим звичайним способом пожежогасіння, який вижив, була відрова бригада, що являла дві лінії людей, розміщених між джерелом води та вогнем. Як правило, чоловіки в одній з ліній, передавали повні відра води до вогню, у той час як в іншій лінії, жінки і діти, повертали порожні відра, які потрібно було поповнити. 

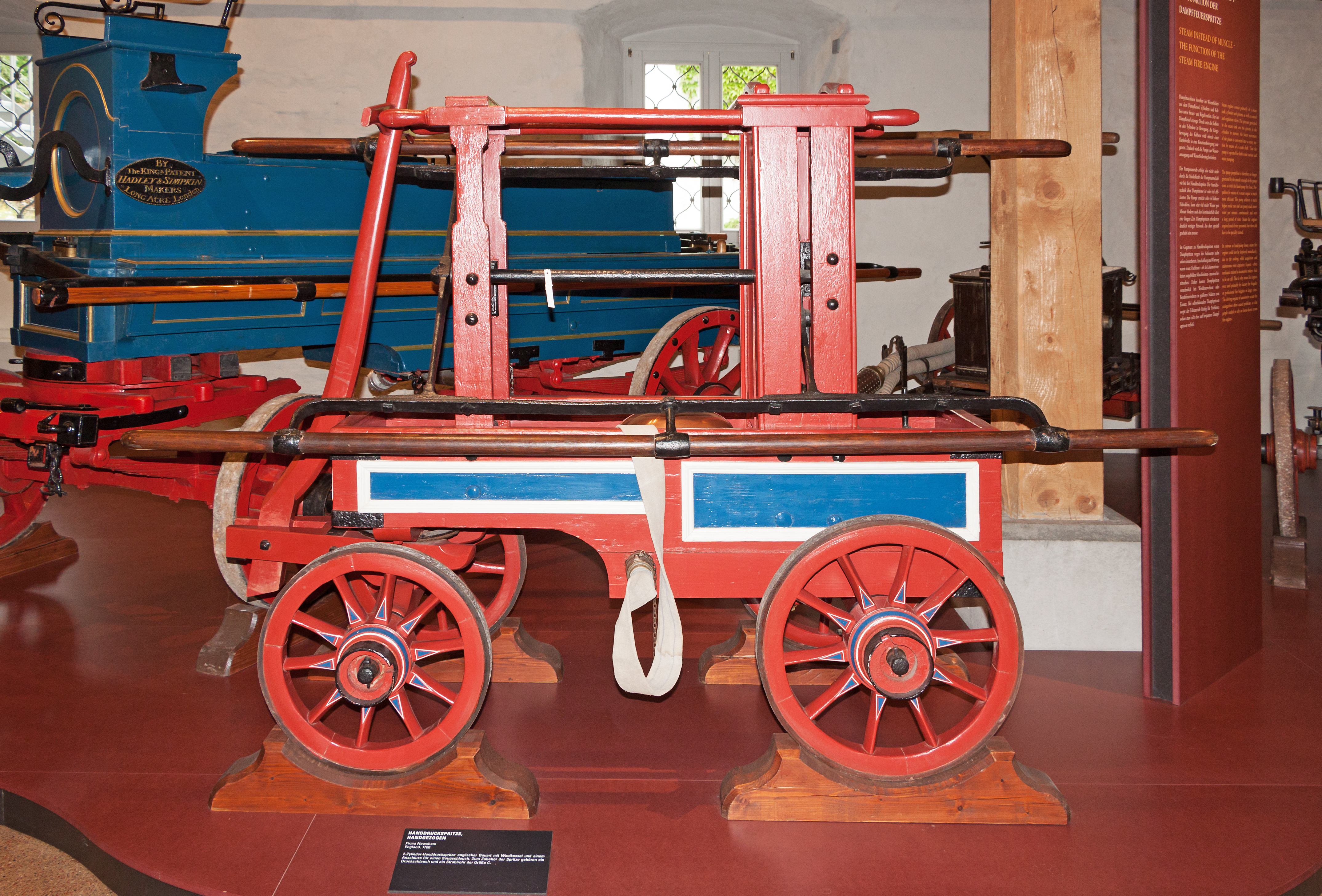
Пожежна машина, виготовлена Newsham and Ragg, 1780

У 17 столітті було створено «пожежні машини», особливо багато, в Амстердамі. 1721 року, англійський винахідник Річард Ньюсхем, створив відому пожежну машину, яка  
була по суті, прямокутною коробкою на колесах, заповнюваною водою за допомогою ковшової бригади, яка поповнювала джбан, у той час як ручні насоси, забезпечували достатній тиск води для гасіння пожеж на відстані.

### Стародавній Рим
У Стародавньому Римі, не було муніципальних пожежних. Замість цього, приватні особи покладалися на власних рабів або прихильників, для вжиття подібних заходів. Вони організовували бригади не лише для гасіння пожеж, але, також задля руйнування прилеглих будівель, щоб уповільнити поширення вогню. Однак, немає згадок про те, що пожежі було погашено, скоріше вони були стримані і догоріли самі. У Стародавньому Римі не було організованої противогневої сили, аж до правління Августа.

### Велика Британія
До Великої пожежі у Лондоні 1666 року, деякі парафії Великої Британії, пробували організовувати початкове пожежогасіння. Після Великої пожежі, Ніколас Барбон представив першу страховку від вогню. Щоби зменшити страхові витрати, Барбон також створив власну пожежну команду, а інші компанії наслідували цей приклад.
До початку 1800-х років застраховані будівлі, були позначені значком, що вказував на те, що вони мають право на

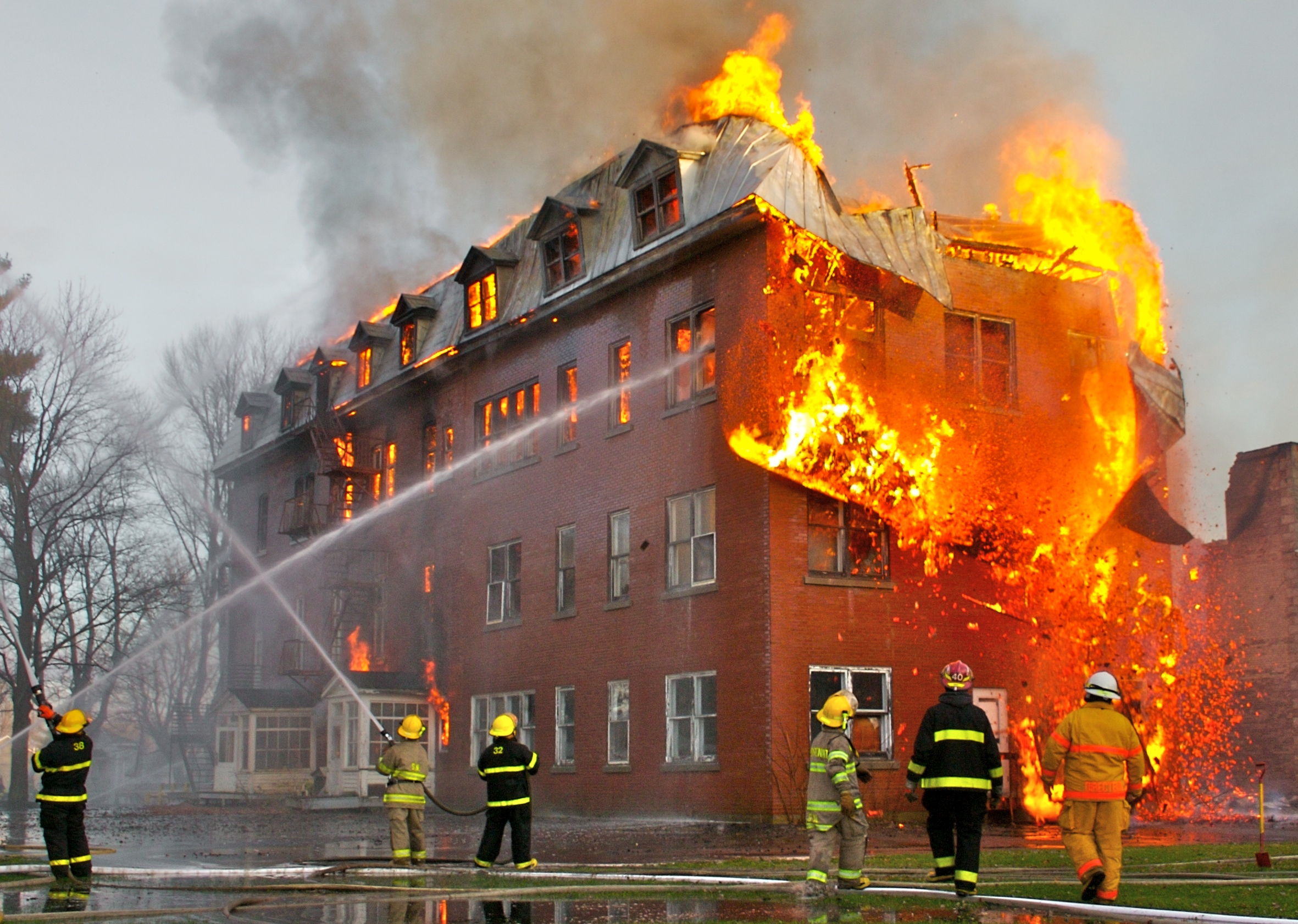
Гасіння пожежі, Канада

послуги пожежної безпеки. (Будинки без страхування, було залишено напризволяще, якщо вони не опинялися поруч із застрахованою будівлею, і у цьому разі, в інтересах страхової компанії, часто не допускалось поширення вогню). 1833 року ці компанії Лондону об'єдналися, щоби організувати The London Fire Company.
Парові машини було вперше введено у 1850-і роки, що дозволило збільшити кількість води подаваної на вогонь, а на початку 1930-х років вони були замінені пристроями, які приводилися до дії двигунами внутрішнього згоряння.
Під час Другої світової війни на додаток до місцевих пожежних бригад, була створена Допоміжна пожежна служба, а потім Національна пожежна служба. На той час, не існувало загальнонаціонального стандарту для умов, процедур пожежних розрахунків або обладнання для пожежогасіння (наприклад, шлангових з'єднань). Вони були стандартизовані після Другої світової війни.

### Сполучені Штати
У січні 1608 року, пожежа знищила багато приміщень колоністів в Джеймстаун, штат Вірджинія. Бостон, Нью-Йорк і Філадельфія були охоплені пожежами, і незабаром після таких лих, утворилися добровільні пожежні бригади.
1736 року, Бенджамін Франклін заснував Союзну пожежну фірму у Філадельфії, яка стала зразком для організацій добровільних пожежних.
Перша американська спроба страхування від вогню, зазнала невдачі після великої пожежі в Чарльзтауні, штат Массачусетс, 1736 року. Пізніше 1740 року, Бенджамін Франклін організував збір коштів у Філадельфії, щоби забезпечити страхування від вогню, що було більш успішним.

## Обов'язки пожежних
Завданнями пожежних є порятунок життя, майна та довкілля. Вогонь може швидко поширитися і поставити під загрозу багато життів, але з сучасними методами пожежогасіння, часто можна уникнути нещастя. Для запобігання виникненню пожежі, до обов'язків пожежного можуть входити: просвітництво громадськості про пожежну безпеку та проведення пожежних інспекцій місць, що підлягають перевіркам, їх відповідності місцевим пожежним вимогам.

### Пожежні навички
Пожежна охорона, потребує: навичок боротьби, щодо пожежогасіння та запобігання пожежам, відповіді на термінові виклики, використання та обслуговування обладнання і приміщень пожежної частини, а також великої підготовки з проведення пожежогасіння та рятувальних робіт. Пожежні також, повинні мати (або мати можливість здобути) знання про організацію, операції та завдання відділку, а також про районну або міську вуличні системи; їм доведеться вести перемовини задля виконання власних обов'язків.
Вони повинні відповідати мінімальним вимогам фізичної підготовки і вивчати різні пожежні та рятувальні обов'язки протягом розумного періоду часу.

### Змінна робота
Пожежні зазвичай, дотримуються графіку з 24-годинною зміною, хоча деякі пожежні служби працюють з 8-ма або 12-ти

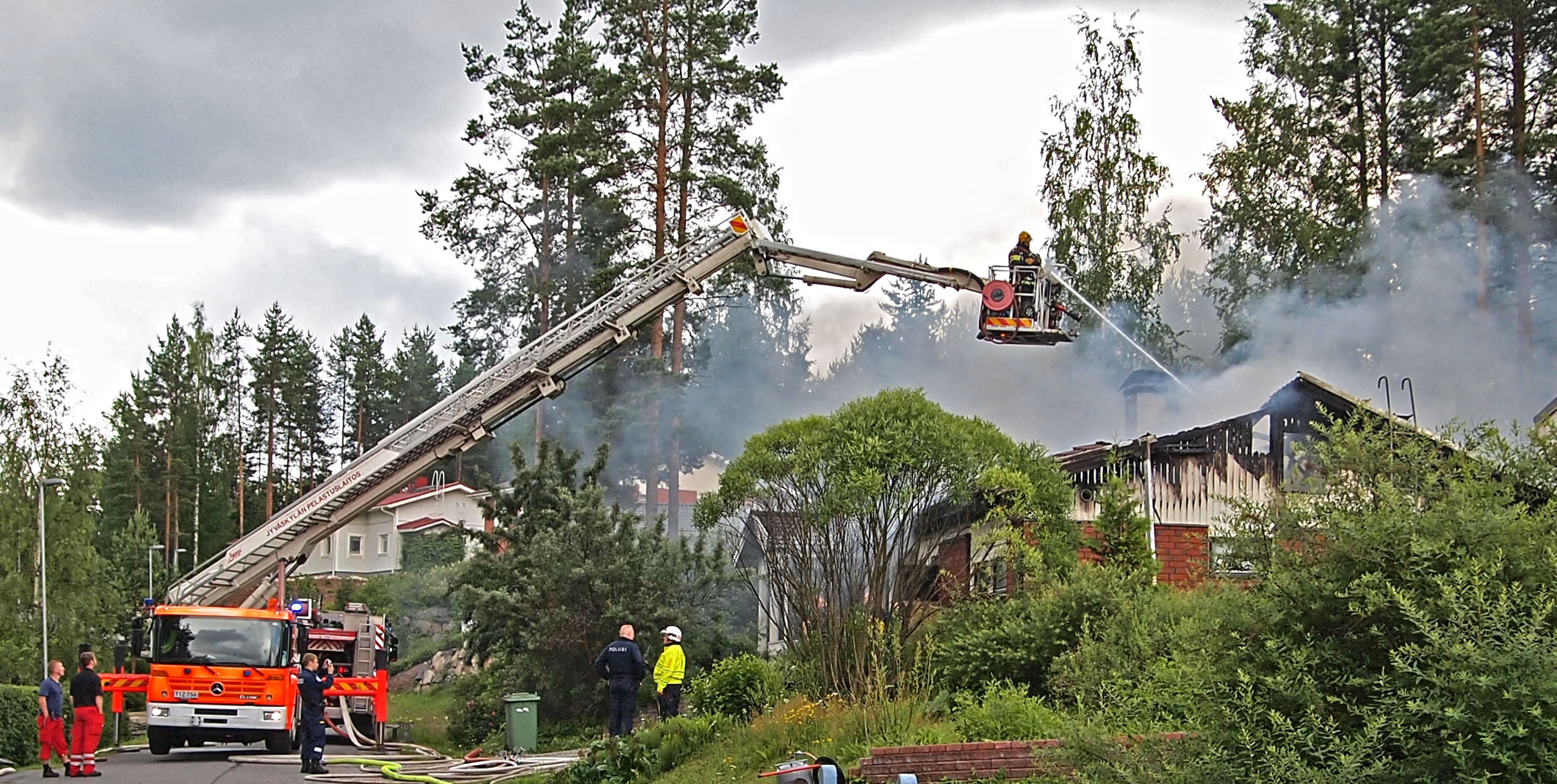
Гасіння пожежі у Фінляндії

годинними змінами. Наприклад, австралійські пожежні, працюють з 10/14 зміною, коли денна зміна працює десять, а нічна зміна — 14 годин. Особовий склад пожежної частини поділяється на чергові зміни. Зазвичай, за 24-годинною зміною, слідують два вихідних дні. Чергові зміни, прибувають для перевірки у певний час, готові до виконання звичної роботи. Під час зміни, пожежний залишається на пожежній станції, якщо не звільняється або не отримує інші обов'язки.
Головний офіцер відповідає за своїх пожежних під час пожеж чи надзвичайних подій, і він, як очікується, буде керувати загальною ситуацією і ефективно боротися з пожежею або іншою надзвичайною пригодою. Головні офіцери повинні мати можливість оцінити своїх пожежних, використовувати здоровий глузд під час ухвалення рішення, коли прийшов час вивести пожежних з вогню, і спокійно реагувати у небезпечних ситуаціях. Головний офіцер повинен керувати діяльністю пожежного відділку і контролювати усі заходи з боротьби з пожежами. Крім того, він повинен володіти великими знаннями про місто, розташування вулиць, пожежних гідрантів та пожежних ящиків і основних будівель. Також, він повинен мати знання про вибухові речовини, небезпечні хімікати і поведінку згоряння матеріалів у будівлях, будинках і промислових підприємствах та не порушувати законодавство (не брати хабарі, не влаштовувати перевірки заради перевірок та інше).
У багатьох випадках, цивільні особи, також, можуть отримати посвідчення, що вони є пожежним, а у деяких містах, наприклад, у США, вимагається певна кількість пожежних охоронців для окремих видів будівель. Зокрема, мерія міста Х'юстон, штат Техас, вимагає, щоби кожен орендар висотної будівлі, мав принаймні, одного пожежного наглядача на кожні зайняті, 7500 кв.футів, і щонайменше, двох пожежних на кожному поверсі. У цьому прикладі, до їх обов'язків входить: розслідування будь-яких пожежних тривог (чи дійсно є пожежа, і визначено її характер), забезпечення взаємодії з пожежним відділком, визначення напрямку евакуації зі споруди, задіяння або відстрочка увімкнення обладнання для пожежогасіння, наприклад, спринклерів (затримання увімкнення у разі помилкової тривоги), зустріч пожежної служби і направлення їх до місця тривоги або вогню, крізь будь-які охоронні або замкнені двері і, за потреби, боротьба з вогнем до приїзду пожежних.

## Наукапро гасіння
Для початку займання та підтримки вогню і / або полум'я треба чотири складові. Це відновник (паливо), тепло, окисник (оксиген) і хімічна реакція. Вогонь може бути погашено, прибравши будь-який з чотирьох складників.
Паливо — це речовина, яка окиснюється або згоряє у процесі спалювання. Найбільш поширені види палива, містять вуглець поряд з поєднаннями водню та кисню. Тепло є енергетичною складовою вогню. Коли воно входить у контакт з паливом, то забезпечує енергію, потрібну для займання, викликає безперервне утворення і горіння парів палива

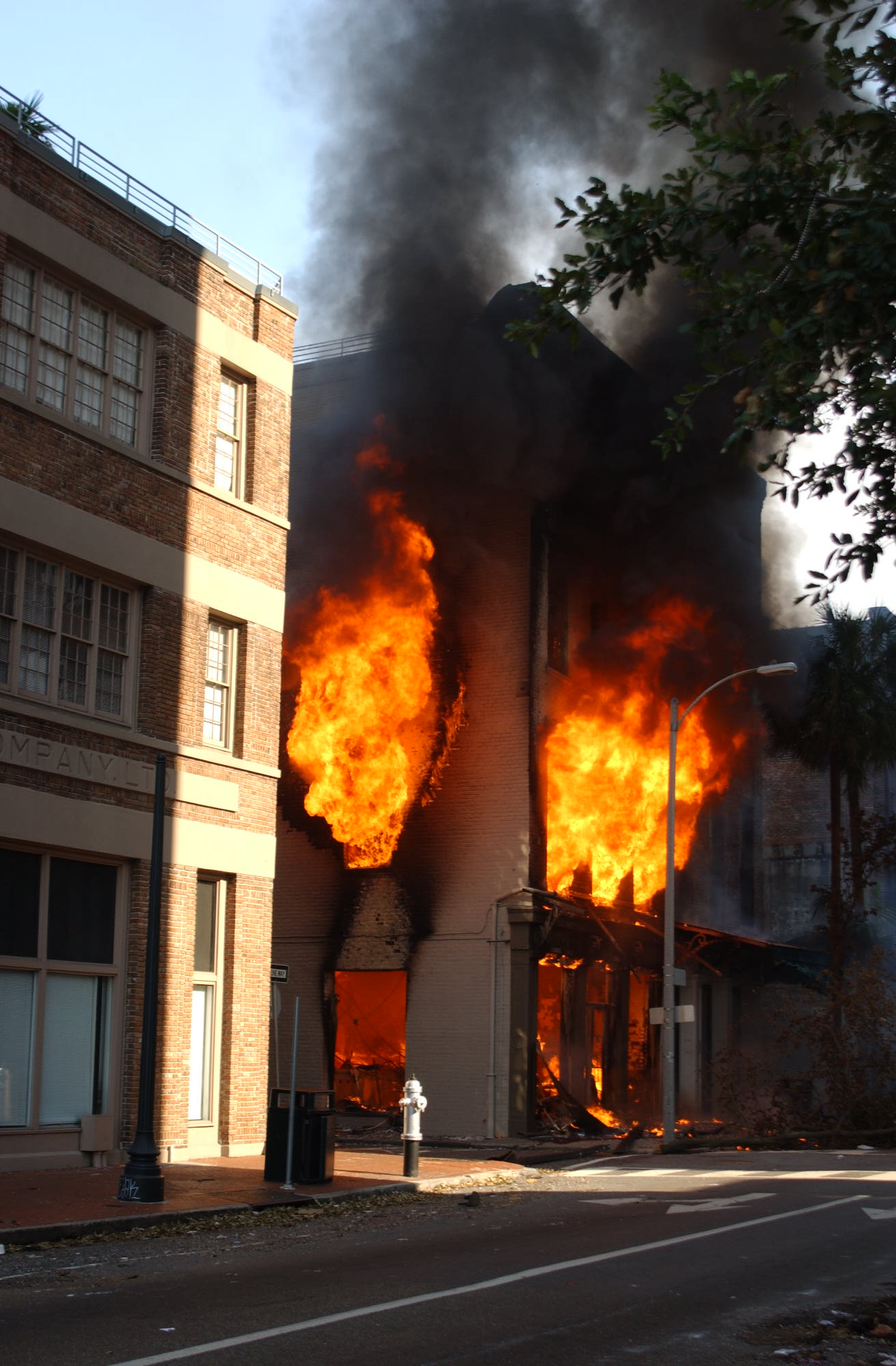
Новий Орлеан, після буревію Катріна, палає вогонь усередині будівлі, 2005

або газів, так що реакція палання може тривати і викликати випаровування твердого та рідкого палива. Одержана, самостійна хімічна ланцюгова реакція, є складною і вимагає палива, окисника і теплової енергії, щоб об'єднатися дуже певним чином. Окисник являє собою матеріал або речовину, яка виділяє гази, у тому числі кисень, за наявності належних умов. Це важливо для підтримки полум'я або вогню.
Використання води — один з поширених способів гасіння пожежі. Вода гасить вогонь шляхом охолодження, та видаляє тепло через власну здатність поглинати величезну його кількість, коли сама перетворюється на водяну пару. Без тепла паливо не може утримувати окисник під час зниження кількості палива, щоби підтримувати вогонь. Вода також, гасить вогонь, шляхом задушення. Коли вона нагрівається до температури кипіння, то перетворюється на водяну пару. Щойно це перетворення відбувається, пара розчиняє кисень у повітрі над полум'ям, і таким чином, видаляє один зі складників, який підтримував вогонь. Цього також, можна досягти за допомогою піни.
Ще одним способом гасіння пожежі, є видалення палива. Це може бути досягнуто зупинкою потоку рідкого або газоподібного палива, видаленням твердого палива на шляху пожежі або дозволом вогню горіти доти, поки все паливо не буде спожито, і таким чином, вогонь буде загасати.
Одним з останніх способів гасіння, є хімічне гальмування полум'я. Це може бути досягнуто застосуванням сухих хімічних або галогенованих агентів, які переривають хімічну ланцюгову реакцію і припиняють горіння. Цей спосіб дієвий для газу та рідкого палива, через те, що їм потрібно полум'я, щоби горіти.
Звукові хвилі, були успішно використані у пристрої, який виготовили два старших інженери Університету Джорджа Мейсона, В'єт Тран і Сет Робертсон, але цей винахід, станом на 2015 рік ще очікував на патент.

## Забруднена вогнегасна вода
Вода, яка використовується для пожежогасіння, вимагає утилізації. У багатьох випадках це дуже забруднений матеріал, тож, під час поводження з ним, вимагає особливого догляду.
Дуже часто залишається велика кількість води після гасіння пожежі. Така вода містить матеріали, присутні у будівлі, а також, має частинки та розчинені матеріали від процесів згоряння та речовини, утворені через розжарення предметів. Вогнегасна вода, може бути особливо забрудненою, коли погашена будівля, сама по собі містить потенційно забруднювальні речовини, такі як пестициди, органічні та неорганічні хімічні реактанти, штучні добрива, тощо. Деякі види приміщень, у тому числі, ферми та хімічна промисловість, представляють особливі ризики через присутні види матеріалів у приміщеннях; будівлі що містять велику кількість пластмас, також можуть спричинити серйозні проблеми через смак і запах, що потрапляє до пожежної води. Зливання забрудненої води до річки або іншого джерела, що згодом використовується для подачі питної води, може призвести до того, що необроблена вода, буде непридатною для пиття та приготування їжі.
Керування вогнегасною водою часто вимагає, щоби вона утримувалася на місці, а потім йшла звідси для спеціального очищення. Одним з визнаних способів, є утримання пожежної води у дренажній системі з використанням пневматичних міхурів або запобіжних клапанів, які можна увімкнути як автоматично, так і вручну.
Зберігання забрудненої, під час пожежогасіння води, є одним із багатьох чинників захисту довкілля, який розглядається разом із викидами та забрудненнями, як важлива частина будь-якої екологічної політики компанії, для акредитації за ISO14001.

## Станції (установки) азотного пожежогасіння
Одним із сучасних засобів пожежогасіння є азотні установки. Дане обладнання високоефективне для попередження та ліквідації вибухів і пожеж на об'єктах нафтогазового комплексу, вугільної промисловості, на хімічних і нафтохімічних підприємствах. Установки азотного пожежогасіння виробляються на основі мембранної технології останнього покоління. Вони являють собою винятково ефективні системи, призначені для швидкої ліквідації пожеж шляхом подачі газоподібного азоту до приміщення, де сталося загоряння або вибух.

## Використання
Принцип дії установок азотного пожежогасіння полягає у створенні в приміщенні середовища зі зниженим вмістом кисню — менше 10 %, в такому середовищі процес горіння стає неможливим.
Установки азотного пожежогасіння не тільки дуже ефективні — здатні гасити пожежу за кілька секунд незалежно від віддаленості вогнища загоряння, але також невибагливі і надійні в експлуатації. У багатьох випадках вони є єдиним типом обладнання, що застосовується для гасіння важкодоступних вогнищ, як, наприклад, в шахтах.

### Нафтогазова промисловість
У нафтогазовій галузі установки азотного пожежогасіння застосовуються для створення інертного середовища задля забезпечення вибухо- та пожежобезпеки у технологічних резервуарах, під час завантажувально-розвантажувальних робіт, перед проведенням ремонту обладнання, а також безпосередньо для гасіння пожеж. Крім цього установки можуть використовуватися для випробування, продувки трубопроводів, очищення технологічних ємностей і т. д.

### Хімічна, нафтохімічна і лакофарбова промисловість
В таких галузях промисловості як хімія, нафтохімія та лакофарбова промисловість установки азотного пожежогасіння ефективно застосовуються для створення інертного середовища в резервуарах, що містять пожежонебезпечні речовини або речовини, що реагують з киснем. При виникненні пожежі інертна суміш автоматично подається в об'єм, де сталася пожежа, і процес горіння припиняється. Останнім часом поширення набуло використання азотних станцій для пожежогасіння печей підігріву нафти.

### Вугільна промисловість

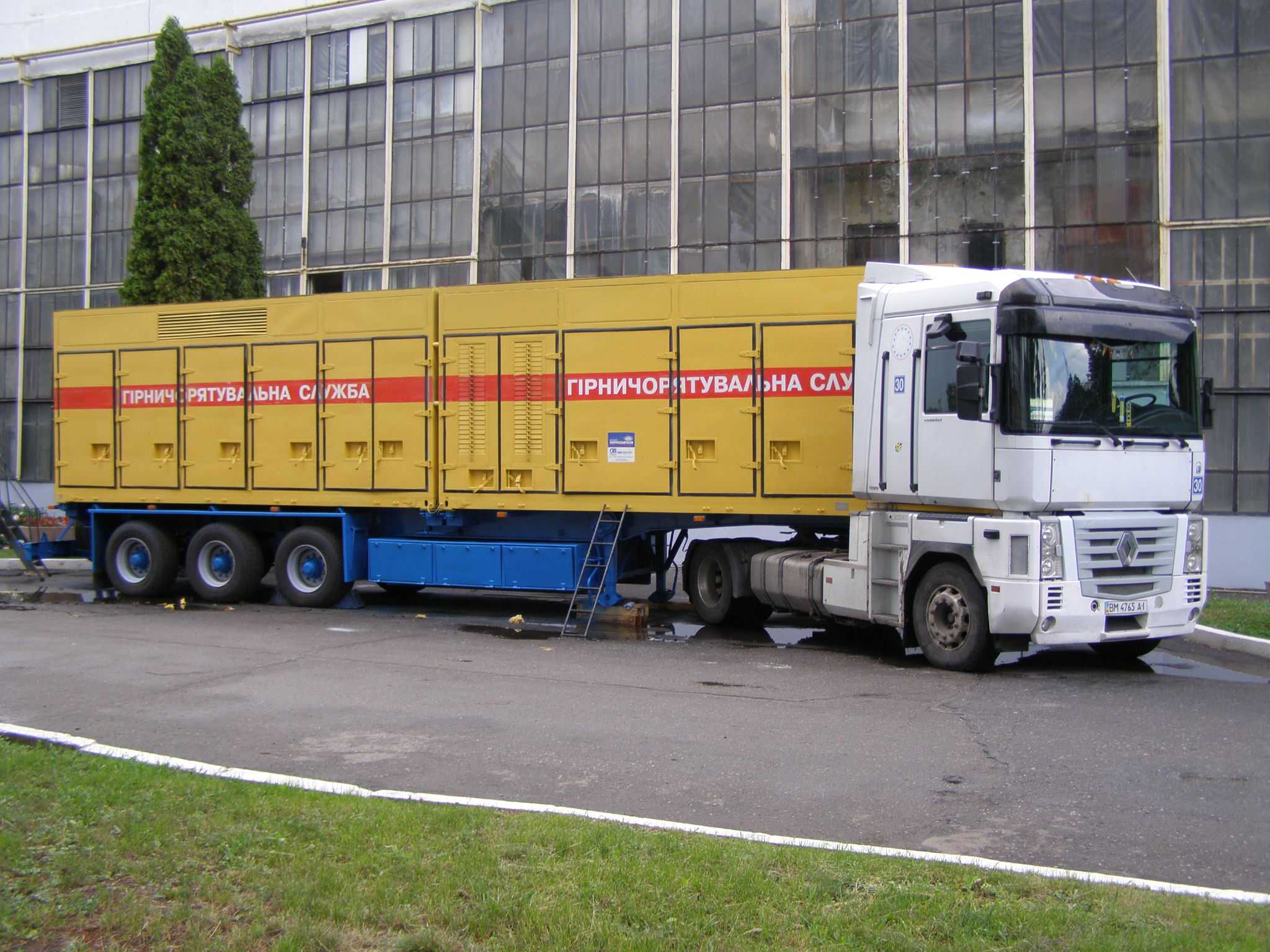
Пересувна станція азотного пожежогасіння

Пересувні станції азотного пожежогасіння дозволяють ефективно боротися з пожежами в шахтах, забезпечуючи надійне об'ємне гасіння важкодоступних вогнищ. Азотні системи дозволяють всього за кілька годин створити в аварійній ділянці шахти інертну атмосферу на основі азоту, в якій процес горіння повністю припиняється.

### Музеї, виставки, сховища банків
У музеях, галереях, виставкових залах, архівах, бібліотеках, сховищах банків установки азотного пожежогасіння забезпечують швидке об'ємне гасіння пожежі. При використанні установок азотного пожежогасіння, на відміну від традиційних систем пожежогасіння, не завдається шкода цінностям, що зберігаються в приміщенні.

### Приміщення з цінним електрообладнанням
Використання традиційних водяних та пінних систем пожежогасіння неприпустимо в приміщеннях з коштовною електронною технікою. Установки азотного пожежогасіння дозволяють майже миттєво загасити пожежу і зберегти недоторканим цінне обладнання.

## Технологія

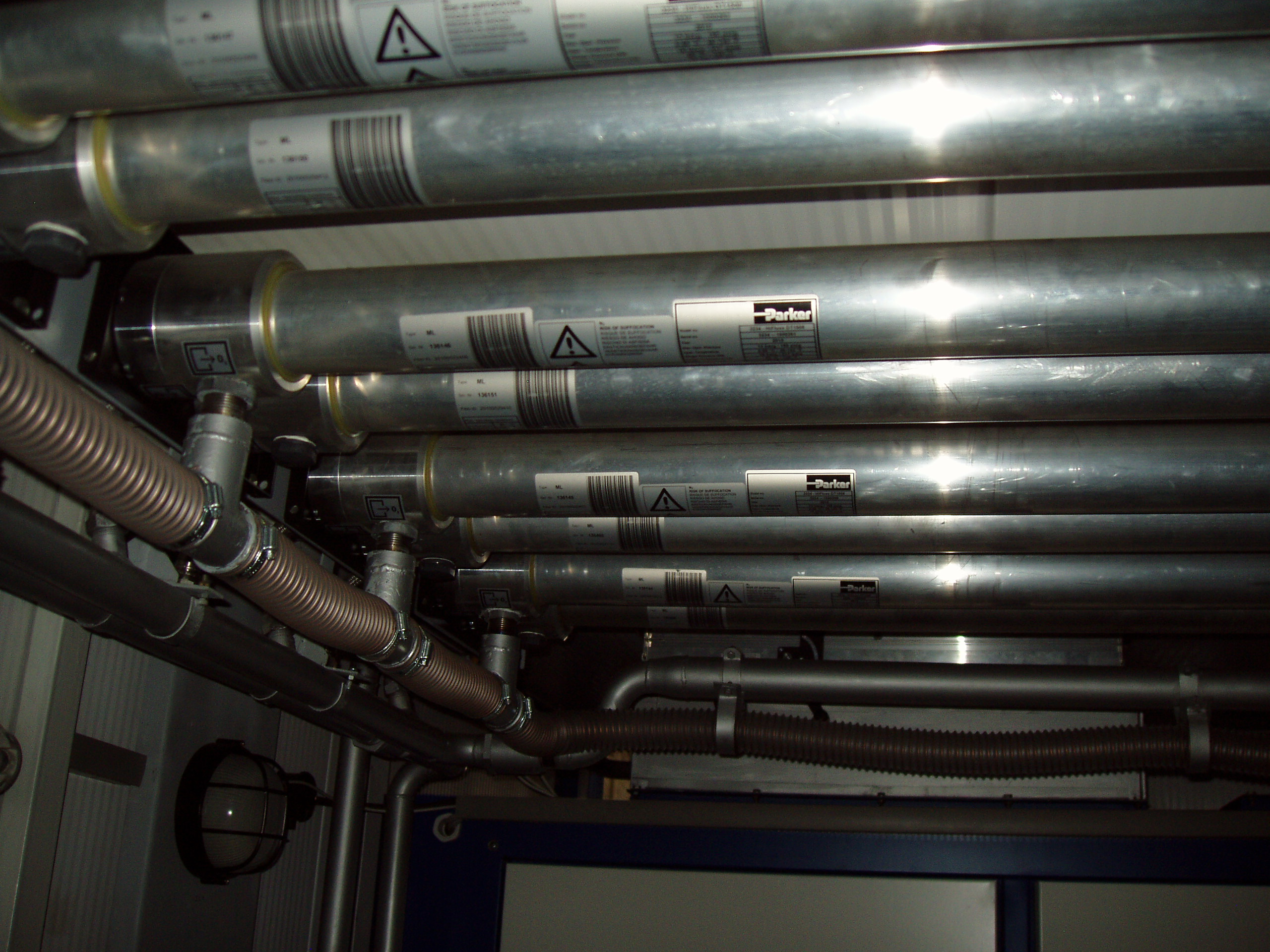
Мембранний модуль газорозділення

Основним елементом установок азотного пожежогасіння є мембранний модуль газорозділення. Азот, що виробляється газороздільним модулем з атмосферного повітря подається під тиском до ресиверу, обсяг якого розраховується виходячи з габаритів приміщень або резервуарів, в яких забезпечується вибухо- та пожежобезпека. При досягненні в них певного об'єму азоту установка вимикається. У разі виникнення спалаху азот з ресивера подається в приміщення через трубну розводку, що забезпечує об'ємне, швидке та надійне гасіння пожежі. Безумовною перевагою використання азотних установок пожежогасіння є те, що в результаті гасіння не наражається на небезпеку персонал і забезпечується повне збереження матеріальних цінностей. Як тільки азот з ресивера був використаний для гасіння вогнища пожежі, установка негайно починає його поповнення.
Азотна установка пожежогасіння може використовуватися для підтримки постійного складу атмосфери з певною допустимою концентрацією кисню в приміщенні або резервуарі. Використання установок азотного пожежогасіння для таких завдань дозволяє гарантувати практично повну пожежо-і вибухобезпечність об'єктів (флегматизації). Крім того, вироблений установкою азот може бути використаний для продувки технологічних об'ємів, а також для інших цілей.

## Вміст кисню в повітрі, при якому горіння речовин припиняється
| Речовина         | O2, % |
| ---------------- | ----- |
| Ацетон           | 11,0  |
| Бензин           | 9,0   |
| Бензол           | 10    |
| Бутан            | 9,5   |
| Неогексан        | 9,5   |
| Гас              | 9,0   |
| Метан            | 9,5   |
| Метилацетат      | 8,0   |
| Пентан           | 9,0   |
| Пропан           | 9,0   |
| Пропілен         | 9,0   |
| Природний газ    | 9,5   |
| Реактивне пальне | 9,0   |
| Етан             | 9,0   |

## Переваги
- Не наносить шкоду обладнанню.

В результаті гасіння пожежі азотною установкою, не завдається шкода цінному обладнанню, на відміну від пінних і водяних систем пожежогасіння.
- Об'ємне гасіння пожежі.

Забезпечується об'ємне гасіння пожежі. Ефективність пожежогасіння не залежить від важкодоступності вогнища спалаху.
- Підтримання безпечного складу атмосфери.

Установки азотного пожежогасіння можуть використовуватися для підтримки постійного пожежовибухобезпечного складу атмосфери.
- Можливість контейнерного виконання.

Установка азотного пожежогасіння може бути виконана в контейнерному варіанті на базі санчат або шасі.
- Повна автоматизація.

При виникненні пожежі азот з ресивера автоматично подається в приміщення або технологічну ємність, де сталося загоряння.
- Простота в експлуатації.

Установки дуже прості в експлуатації і повністю автоматизовані. Пожежогасіння і подальше заповнення ресивера азотом відбувається без безпосередньої участі людини.
- Не потрібне дозаправлення.

У разі використання азоту для пожежогасіння або технологічних потреб, установка поповнює запаси азоту з повітря.
- Екологічна чистота.

Азот є екологічно чистим газом, тому використання установок азотного пожежогасіння не робить ніякого шкідливого впливу на довкілля.
- Низькі експлуатаційні витрати.

Азот виробляється установкою з атмосферного повітря, у підсумку експлуатаційні витрати виявляються дуже незначними.